# Stanisław Chodorowski
Stanisław Chodorowski (ur. 16 grudnia 1887 w Kiszyniowie, zm. 9–11 kwietnia 1940) w Katyniu) – major piechoty Wojska Polskiego, ofiara zbrodni katyńskiej.

## Życiorys
Urodził się w rodzinie Edwarda i Modesty Szymańskiej z Zarzyckich. W 1908 złożył maturę w Szkole Handlowej w Kiszyniowie.
25 sierpnia 1908 wstąpił do oficerskiej szkoły wojennej w Wilnie. W 1910 był dowódcą kompanii w 57 Modlińskim Pułku Piechoty należącym do 15 Dywizji Piechoty. W 1913 został przeniesiony do 54 Mińskiego Pułku Piechoty w Kiszyniowie na stanowisko instruktora szkoły podoficerskiej. W 1914 został dowódcą 4. kompanii 41 Batalionu Zapasowego. Dowodził pododdziałem piechoty na froncie. Przez kilkanaście miesięcy był instruktorem Odeskiej Szkoły Chorążych, a później został przydzielony do armii rumuńskiej. Służył w 15 Dywizji Piechoty, później w III Batalionie i w Sądzie Wojennym jako tłumacz.
Po przyjęciu do Wojska Polskiego służył w 45 Pułku Piechoty. Uczestniczył w wojnie 1918–1921 w stopniu oficera. 3 maja 1922 został zweryfikowany w stopniu kapitana ze starszeństwem z 1 czerwca 1919 i 174. lokatą w korpusie oficerów piechoty. W lipcu 1922 został przeniesiony do 56 Pułku Piechoty Wielkopolskiej w Krotoszynie na stanowisko pełniącego obowiązki dowódcy III batalionu. 1 grudnia 1924 został mianowany majorem ze starszeństwem z 15 sierpnia 1924 i 32. lokatą w korpusie oficerów piechoty. W tym samym roku został przesunięty na stanowisko kwatermistrza. W lutym 1926 otrzymał tytuł wojskowego tłumacza z języka rumuńskiego. W kwietniu 1928 został przeniesiony do 51 Pułku Piechoty w Brzeżanach na stanowisko oficera sztabowego pułku. W marcu 1929 został zwolniony z zajmowanego stanowiska i oddany do dyspozycji dowódcy Okręgu Korpusu Nr VI, a z dniem 31 sierpnia tego roku przeniesiony w stan spoczynku.
Mieszkał w Białymstoku przy ul. Żydowskiej 2, a następnie przy ul. Słonimskiej 46/48. W sierpniu 1939 został powołany do czynnej służby wojskowej i wyznaczony na stanowisko dowódcy batalionu wartowniczego nr 32, który został zmobilizowany przez Komendę Rejonu Uzupełnień Białystok.
W czasie kampanii wrześniowej 1939 został internowany na Litwie i osadzony w obozie w Birsztanach. W listopadzie tego roku na punkcie granicznym Gudogaje został przekazany sowieckim władzom i osadzony w obozie Juchnowskim. Od 29 stycznia 1940 przebywał w obozie w Kozielsku. Między 9 a 11 kwietnia 1940 został zamordowany przez funkcjonariuszy NKWD w Katyniu i tam pogrzebany w bezimiennej mogile zbiorowej, gdzie od 28 lipca 2000 mieści się oficjalnie Polski Cmentarz Wojenny w Katyniu. W miejscu tym prowadzone były ekshumacje i prace archeologiczne. W 1943 został zidentyfikowany podczas ekshumacji prowadzonej przez Niemców pod numerem 3434. Przy zwłokach Stanisława Chodorowskiego zostały odnalezione: książeczka oszczędnościowa PKO oraz okulary. Figuruje na liście wywózkowej 017/2 z 1940.
5 października 2007 minister obrony narodowej Aleksander Szczygło mianował go pośmiertnie na stopień podpułkownika. Awans został ogłoszony 9 listopada 2007 w Warszawie, w trakcie uroczystości „Katyń Pamiętamy – Uczcijmy Pamięć Bohaterów”.
Był żonaty z Emilią z Wolańskich, z którą miał syna Aleksandra (ur. 27 września 1916).

## Ordery i odznaczenia
- Złoty Krzyż Zasługi – 7 czerwca 1939 „za zasługi na polu pracy społecznej”[23]
- Order Świętego Stanisława 3 stopnia – 11 lutego 1916[24]